# Puntius flavifuscus
Puntius flavifuscus е вид лъчеперка от семейство Шаранови (Cyprinidae). Видът е критично застрашен от изчезване.

## Описание
Този вид може да достигне на дължина до 10,5 см.